# Kaito Matsuzawa
Kaito Matsuzawa (japanisch 松澤 海斗 Matsuzawa Kaito; * 5. Februar 2001 in der Präfektur Shizuoka) ist ein japanischer Fußballspieler.

## Karriere
Kaito Matsuzawa erlernte das Fußballspielen in der Schulmannschaft der Fuji High School sowie in der Universitätsmannschaft der Nagoya University of Economics. Seinen ersten Vertrag unterschrieb er Ende März 2023 bei V-Varen Nagasaki. Der Verein aus Nagasaki spielte in der zweiten Liga, der J2 League. Sein Zweitligadebüt gab Matsuzawa am 22. Juli 2023 (27. Spieltag) im Auswärtsspiel gegen Montedio Yamagata. Bei der 5:1-Niederlage wurde er in der 83. Minute für Takashi Sawada eingewechselt. In seiner ersten Profisaison bestritt er 16 Ligaspiele.